# 南京地铁5号线
南京地铁5号线是南京地铁的一条线路，全长37.4km，全部为地下线，设30座地下车站，是南京地铁线网中东南至西北方向的重要城区干线，可与1号线（需出站换乘）、3号线、S1号线、2号线、4号线、7号线换乘，共设14座换乘站（3站规划、4站在建）。
根据预测，5号线全线贯通后，客流强度较高，换乘站占全线站点的一半，沿线居住人口众多，就业岗位相对较少，换乘特征较为明显，多为其他线路输送客流，乘距相对较短，高峰小时最大断面客流预测约3.61万人次。根据对线路的功能定位及客流预测，规划方案中，地铁5号线车辆选型为A型6辆编组。根据客流预测结果，5号线初期、近期、远期日均客运量分别为64.3、89.7、121.4万人次，高峰小时单向最大断面流量分别为2.59、3.30、4.05万人次。到2045年，5号线预计全线客流121.4万人次/日。

## 线路走向
南京地铁5号线自起点吉印大道站引出后，沿吉印大道向东走行，下穿机场高速，向北转入苏源大道，随后沿诚信大道向东走行，下穿秦淮河后，向北拐入竹山路北行，随后下穿土山机场、宁杭高铁、京沪高铁及绕城公路进入南部新城，随后继续北行下穿宁铜铁路，线路左拐进入光华东街沿着大光路西行，下穿龙蟠中路通济门隧道与秦淮河进入建康路后沿升州路西行；线路继续向西再向北转，进入莫愁路、上海路北行，至云南路站北左转进入中山北路，向西北方向行走，下穿新模范马路隧道，转至盐仓桥站后向西前行，至郑和中路向西北转入规划下关大道与规划滨江路，终于方家营站。线路起终点均预留延伸条件。

全线设水长街停车场1处，大校场车辆段1处，新建大校场主变、方家营主变，采用110千伏大校场、110千伏方家营双主所供电模式，全线“电通”后可为地铁列车运行、空调照明、通信信号等系统提供稳定可靠的动力支持，控制中心使用现有南京南控制中心。

### 站点列表
| 南京地铁5号线车站列表 |            |                  |                     |          |            |            |                       |                       |                 |                       |                       |
| 站名                  | 站距 （m） | 换乘线路         | 位置                | 车站形式 | 站台形式   | 往吉印大道 | 往吉印大道            | 往吉印大道            | 往方家营/文靖路 | 往方家营/文靖路       | 往方家营/文靖路       |
| 站名                  | 站距 （m） | 换乘线路         | 位置                | 车站形式 | 站台形式   | 首班车     | 末班车 （周四至周日） | 末班车 （周五、周六） | 首班车          | 末班车 （周四至周日） | 末班车 （周五、周六） |
| 一期工程              |            |                  |                     |          |            |            |                       |                       |                 |                       |                       |
| 吉印大道              | --         | █ S1号线         | 吉印大道-将军大道   | 地下一层 | 2×4.7m侧式 | ——         | ——                    | ——                    | 6:00            | 23:00                 | 23:30                 |
| 九龙湖南              | 1768       |                  | 苏源大道-吉印大道   | 地下二层 | 11m岛式    | 6:16       | 0:01                  | 0:31                  | 6:02            | 23:02                 | 23:32                 |
| 诚信大道              | 3095       | █ 3号线          | 诚信大道-双龙大道   | 地下三层 | 13m岛式    | 6:13       | 23:57                 | 0:27                  | 6:06            | 23:06                 | 23:36                 |
| 前庄                  | 1197       |                  | 诚信大道-殷富街     | 地下二层 | 11m岛式    | 6:10       | 23:55                 | 0:25                  | 6:08            | 23:08                 | 23:38                 |
| 科宁路                | 2425       |                  | 竹山路-科宁路       | 地下二层 | 12m岛式    | 6:07       | 23:51                 | 0:21                  | 6:11            | 23:12                 | 23:42                 |
| 竹山路                | 946        | █ 1号线          | 竹山路-天元东路     | 地下二层 | 12m岛式    | 6:05       | 23:49                 | 0:19                  | 6:13            | 23:14                 | 23:44                 |
| 新亭路                | 1184       |                  | 竹山路-新亭路       | 地下二层 | 13m岛式    | 6:03       | 23:47                 | 0:17                  | 6:15            | 23:16                 | 23:46                 |
| 东山                  | 1185       | █ 12号线规划     | 竹山路-上元大街     | 地下二层 | 11m岛式    | 6:01       | 23:45                 | 0:15                  | 6:17            | 23:18                 | 23:48                 |
| 文靖路                | 640        |                  | 土山路-文靖西路     | 地下二层 | 10.5m岛式  | 6:00       | 23:44                 | 0:14                  | 6:19            | 23:19                 | 23:49                 |
| 东山香樟园            | 1429       |                  | 站前路-1号路        | 地下二层 | 11m岛式    | 6:41       | 23:41                 | 0:11                  | 6:21            | 23:21                 | 23:51                 |
| 神机营                | 2824       |                  | 国际路              | 地下二层 | 12m岛式    | 6:38       | 23:38                 | 0:08                  | 6:00            | 23:25                 | 23:55                 |
| 大校场                | 1010       | █ 10号线二期在建 | 大校场跑道          | 地下三层 | 13m岛式    | 6:36       | 23:36                 | 0:06                  | 6:02            | 23:27                 | 23:57                 |
| 七桥瓮                | 1219       |                  | 治修二路-红花路     | 地下二层 | 11m岛式    | 6:34       | 23:34                 | 0:04                  | 6:04            | 23:29                 | 23:59                 |
| 石门坎                | 931        | █ 8号线规划      | 宁铜铁路北侧        | 地下二层 | 13m岛式    | 6:32       | 23:32                 | 0:02                  | 6:05            | 23:31                 | 0:01                  |
| 光华门                | 1548       | █ 6号线在建      | 光华东街-御道街     | 地下二层 | 14m岛式    | 6:29       | 23:29                 | 23:59                 | 6:08            | 23:34                 | 0:04                  |
| 通济门                | 1009       |                  | 大光路-大中桥       | 地下二层 | 11m岛式    | 6:27       | 23:27                 | 23:57                 | 6:10            | 23:36                 | 0:06                  |
| 夫子庙                | 1360       | █ 3号线          | 建康路-平江府路     | 地下二层 | 13m岛式    | 6:25       | 23:25                 | 23:55                 | 6:13            | 23:38                 | 0:08                  |
| 三山街                | 768        | █ 1号线          | 升州路-中山南路     | 地下三层 | 14m岛式    | 6:23       | 23:23                 | 23:53                 | 6:14            | 23:40                 | 0:10                  |
| 朝天宫                | 1630       |                  | 莫愁路-建邺路       | 地下二层 | 11m岛式    | 6:20       | 23:20                 | 23:50                 | 6:17            | 23:43                 | 0:13                  |
| 上海路                | 1045       | █ 2号线          | 莫愁路-汉中路       | 地下三层 | 13m岛式    | 6:18       | 23:18                 | 23:48                 | 6:19            | 23:45                 | 0:15                  |
| 五台山                | 1055       | █ 13号线规划     | 上海路-广州路       | 地下二层 | 11.65m叠侧 | 6:16       | 23:16                 | 23:46                 | 6:21            | 23:47                 | 0:17                  |
| 云南路                | 1103       | █ 4号线          | 云南路-北京西路     | 地下二层 | 13.5m岛式  | 6:14       | 23:14                 | 23:44                 | 6:23            | 23:49                 | 0:19                  |
| 青春广场              | 1041       |                  | 中山北路-山西路     | 地下二层 | 12m岛式    | 6:12       | 23:12                 | 23:42                 | 6:25            | 23:51                 | 0:21                  |
| 虹桥                  | 1013       |                  | 中山北路-新模范马路 | 地下二层 | 9m岛式     | 6:10       | 23:10                 | 23:40                 | 6:27            | 23:53                 | 0:23                  |
| 福建路                | 711        | █ 7号线          | 中山北路-福建路     | 地下二层 | 14m岛式    | 6:09       | 23:09                 | 23:39                 | 6:29            | 23:55                 | 0:25                  |
| 盐仓桥                | 989        |                  | 中山北路-盐仓桥路   | 地下二层 | 11m岛式    | 6:07       | 23:07                 | 23:37                 | 6:31            | 23:57                 | 0:27                  |
| 下关                  | 1046       | █ 9号线在建      | 盐仓桥-热河路       | 地下二层 | 13m岛式    | 6:05       | 23:05                 | 23:35                 | 6:33            | 23:59                 | 0:29                  |
| 静海寺                | 749        |                  | 下关大道-建宁路     | 地下二层 | 11m岛式    | 6:03       | 23:03                 | 23:33                 | 6:35            | 0:00                  | 0:30                  |
| 南京西站              | 627        |                  | 滨江路-龙江路       | 地下二层 | 11m岛式    | 6:01       | 23:01                 | 23:31                 | 6:36            | 0:02                  | 0:32                  |
| 方家营                | 1016       |                  | 滨江路-方家营路     | 地下二层 | 12m岛式    | 6:00       | 23:00                 | 23:30                 | ——              | ——                    | ——                    |

1. ↑  由于换乘中心未完工，需出站换乘

### 车站设计
5号线全线以“开放金陵”为概念主题，标准站装修设计通过提炼沿线建筑元素融入车站装修设计中；特色车站则围绕周边历史、人文地标展开主题创作，在标准站的基础上叠加艺术元素塑造特色空间形象。此外，南京地铁以“打造具有南京地域特色的双拥文化展示窗口、爱国主义教育窗口”为目标，结合南京深厚的历史底蕴以及5号线周边丰富的红色文化资源，将5号线打造成为“双拥”主题线路，并在车站广告位、车内电子线路图等处展示“双拥”相关主题。
特色装饰车站：虹桥站、青春广场站、夫子庙站、光华门站。
- 虹桥站采用无柱设计结合穹形星空顶，营造超越现实、穿越时空的梦幻氛围。
- 青春广场站采用蒙德里安设计风格，描绘了从晚清到近现代女性的画像，折射社会历史文化的变革。
- 夫子庙站结合雨伞等元素，体现江南风情及科技内涵。
- 光华门站设计上提取周边南京明城墙和城门元素。

## 建设

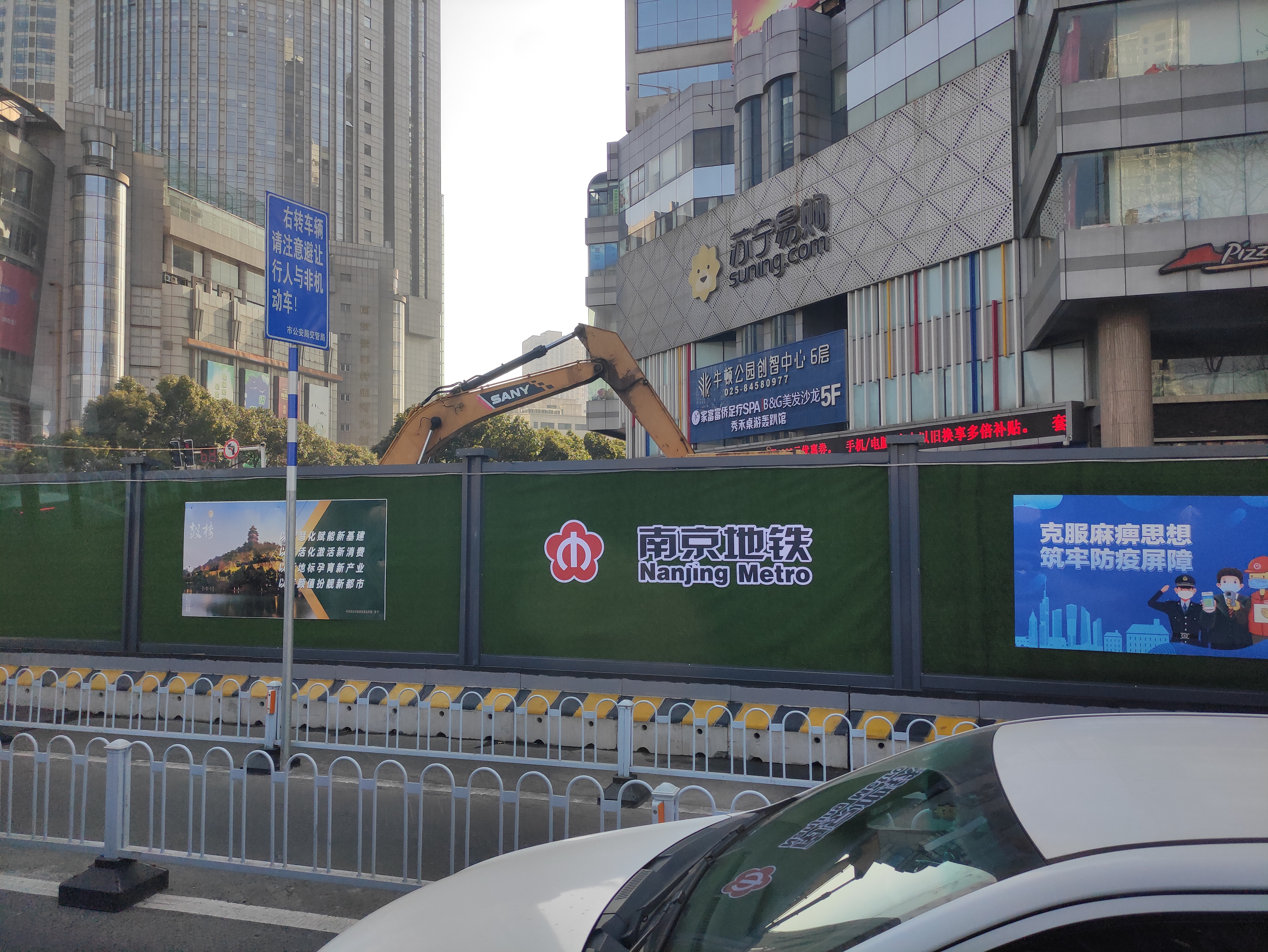
绿地集团退出5号线PPP项目后，青春广场站的围挡上只剩了“南京地铁”的图样。摄于2022年2月。

南京地铁5号线为南京第一条采取PPP模式建设的地铁线，2015年1月，南京市政府和绿地集团签署了PPP模式合作协议，建设预期总投资拟超过300亿元。但由于绿地集团资金问题，2021年12月，绿地集团退出南京地铁5号线PPP项目，5号线改由南京地铁方面独立建设。
同时，由于5号线全线穿越南京主城区，线路拆迁量大，且需要下穿南京主城诸多文保单位，国家文物局甚至多次打回线路设计方案，又受新冠疫情等诸多挑战，造成5号线工期不断迁延，施工屡遇障碍，建设进度缓慢，引发市民不满。由于主城段与江宁段进度差距甚大，江宁段部分车站早已封顶，部分区间亦早已贯通开始铺轨，故5号线模仿之前开通的7号线采取分段开通的模式，南段神机营站至吉印大道站区间先行移交运营分公司，并于2024年3月31日先行开通南段吉印大道站至文靖路站区间。

## 列车
- 厂商型号：南京地铁PM132型地铁列车
- 制造厂商： 中国 中车南京浦镇车辆有限公司
- 车辆外观：列车为鼓型车，以黑、银、土黄为主色调；造型与3号线列车外观相似，列车前部笑脸形状改为色带，同时车灯有所变化。
- 车体材质：铝合金车体
- 列车编组：6节A型车（4M2T，Tc+Mp+M+M+Mp+Tc）
- 供电制式：DC 1500V 架空接触网供电
- 主变电站：大校场、方家营
- 最高速度：80 km/h
- 电气牵引系统：
  - 南京华士电子科技制 NSX-1000/DT-001 型 IGBT-VVVF
  - 中车株洲电机制 YQ-190-1A 型鼠笼式三相异步交流牵引电动机（额定功率：190 kW，4×4台）
- 制动系统：铁科院下属北京纵横机电开发公司制 EP09 型制动控制单元（TKQ602W-BC01/02）
- 转向架：中车南京浦镇车辆制 PW80E-Ⅰ 型无摇枕式空气弹簧转向架
- 车辆总数：50列（300辆）
- 该批列车所有车门上设置有走字屏，爱心座位颜色为橙色，车头设有红色LED方向幕显示终到站。

- 在中车南京浦镇车辆公司试车线上进行测试的5号线首列车
- 5号线列车内部
- 5号线列车门上的走字屏

## 历史

### 时间线
- 南京地铁5号线为《南京市城市轨道交通第二期建设规划（2015-2020年）》中的一条线路，规划建设期为2015年至2020年，计划投资316.8亿元。[17][18]
- 2015年3月25日，5号线工程岩土工程咨询、工程勘察设计审查、工程可行性研究报告编制及设计总体、地质勘察开始招标。
- 2015年5月5日，国家发改委批复《南京市城市轨道交通第二期建设规划（2015～2020年）》，同意5号线正式立项。[17]
- 2015年7月8日，5号线第一次工程环境影响评价公示。[19]
- 2015年8月下旬，5号线第二次工程环境影响评价公示。[20]
- 2015年9月，5号线沿线开始地质勘探[21]。
- 2015年12月30日，建宁路站试验点作为下关大街一期配套工程开工。
- 2016年1月，国家文物局同意南京地铁5号线方案修编。[22]
- 2016年12月28日，5号线开工仪式在朝天宫站举行，5号线进入正式施工阶段。[23]
- 2017年8月6日，试验站建宁路站主体封顶，成为5号线第一座封顶的车站。[24]
- 2018年6月29日，全线首台盾构机在吉印大道站至九龙湖南站区间成功始发。[25]
- 2019年10月18日，吉印大道站至九龙湖南站区间左线盾构贯通，成为5号线首个双线贯通的区间。
- 2021年5月10日，文靖路站围挡立起，标志着南京史上最复杂地铁工程——南京地铁5号线已实现全节点开工。全线28座车站均已进入围护结构施工，其中23座车站围护结构完成、12座车站主体结构完成、累计24台盾构机始发、15台盾构机推进。
- 2022年12月16日，大校场车辆段牵引降压混合变电所成功受电。[26]
- 2022年12月23日，5号线首列车正式交付大校场车辆段。[27]
- 2023年3月24日，东山站至文靖路站区间右线顺利贯通，标志着5号线南段盾构全线贯通。[28]
- 2023年6月5日，5号线南段吉印大道站至神机营站实现长轨通。[29]
- 2023年8月30日，5号线南段吉印大道站至文靖路站完成“冷热滑”工作。[30]
- 2023年12月19日，5号线南段不载客试运行。[31]
- 2024年3月22日，5号线南段通过竣工验收。[32]
- 2024年3月31日，5号线南段开通运营。[1]
- 2024年4月30日，5号线北段全线洞通。[33]
- 2024年5月中旬，云南路站顺利实现主体结构封顶。云南路站的封顶，标志着地铁5号线全线车站实现主体完工、全线区间实现贯通，5号线全面进入后期收尾阶段的机电安装、附属结构、车站装修、区间铺轨等工作。[34]
- 2024年6月19日，南京地铁5号线全线实现短轨通。[35]
- 2024年6月29日，南京地铁5号线全线实现长轨通。[36]
- 2024年9月23日早上7点整，南京地铁5号线全线实现电通。
- 2024年11月20日，南京地铁5号线SA08标子单位工程预验收顺利通过。[37]
- 2025年1月1日起，受割接施工影响，南京地铁5号线南段暂时停运。[38]
- 2025年3月12日，南京地铁5号线南段恢复运营。
- 2025年8月6日，南京地铁5号线全线贯通[39]。

### 事故
2023年2月15日1时40分左右，5号线上海路站-五台山站区间发生一起高处坠落事故，导致1人死亡。
2023年11月17日21时40分左右，5号线三山街站至夫子庙盾构区间左线接收井（标段为TA04-2标）项目工地发生一起生产安全一般事故。总承包单位按照有关规定自此通报之时起在江苏省内不得承揽新的工程项目。